# Un giorno a New York (film)
Un giorno a New York (On the Town) è un film musicale del 1949 diretto dai registi, ballerini e coreografi Stanley Donen e Gene Kelly, tutti e due al loro esordio alla regia, e tratto dall'omonimo musical On The Town del compositore, direttore d'orchestra e pianista Leonard Bernstein su libretto degli autori Adolph Green e Betty Comden, che è a sua volta tratto dal balletto scritto da Bernstein stesso e coreografato da Jerome Robbins Fancy Free, composto dal giovane Bernstein nel 1944.
Il film è stato un successo immediato, ha vinto l'Oscar alla migliore colonna sonora ed è stato candidato al Golden Globe per la migliore fotografia (a colori). Gli sceneggiatori Comden e Green hanno vinto il premio Writers Guild of America per il miglior musical scritto.
Nel 2006, il film si è classificato al 19º posto nella lista dei migliori musical dell'American Film Institute. Nel 2018, invece, il film è stato selezionato per la conservazione nel National Film Registry degli Stati Uniti dalla Biblioteca del Congresso come "culturalmente, storicamente o esteticamente significativo" .

## Trama
Tre amiconi marinai, Gabey, Chip ed Ozzie, in licenza per sole ventiquattro ore a Manhattan, non desiderano visitare monumenti e musei, ma inseguire le donne. In particolare Ivy Smith, una bellissima ragazza che vedono ritratta in un manifesto pubblicitario, appena eletta Miss Metropolitana (in originale, "Miss Tornello", l'entrata girevole della metropolitana). Gabey incontra casualmente la ragazza, ma la perde subito di vista e i ragazzi decidono di aiutarlo a rintracciarla.

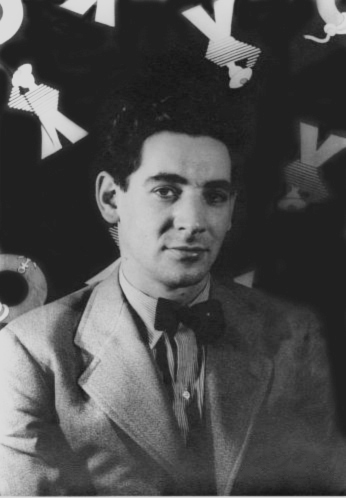
Leonard Bernstein nel 1944, al tempo della composizione del suo balletto Fancy Free.

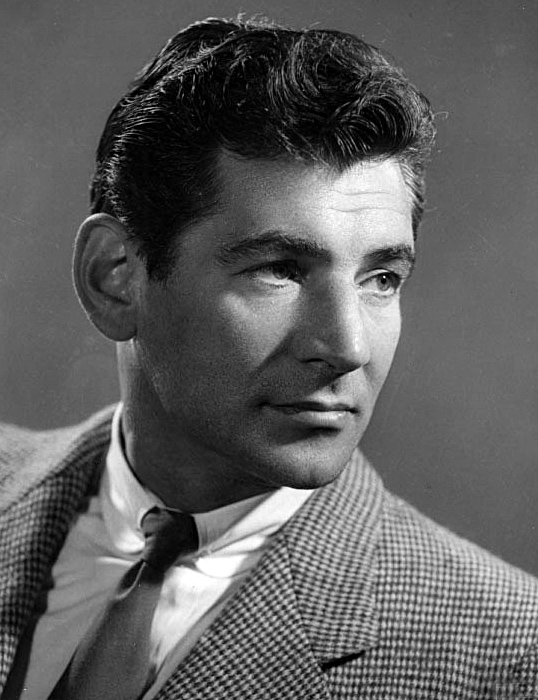
Leonard Bernstein, l'autore del musical, negli anni 50'.

Chip incontra invece la bionda tassista Brunhilde Esterhazy, mentre Ozzie, al Museo di Storia Naturale, fa conoscenza con la studentessa d'antropologia Claire Huddesen, che rimane affascinata dalla sua somiglianza con l'Uomo di Neanderthal.
Nel museo il gruppo si scatena in un numero di ballo e finisce per demolire lo scheletro di un dinosauro, scappando subito dopo per evitare di pagare i danni. A questo punto i ragazzi decidono di separarsi e si danno appuntamento all'Empire State Building alle 20.30. Gabey rintraccia Ivy Smith in una scuola di ballo, ma la maestra Madame Dilyovska impone a Ivy di rientrare a mezzanotte per andare al lavoro a Coney Island.
Ritrovatisi tutti al luogo dell'appuntamento, riescono a sfuggire alla polizia che sta cercando i responsabili dei danni al museo. Ma Ivy sparisce ancora una volta, e Madame Dilyovska rivela a Gabey il luogo dove può trovarla. Il gruppo parte per Coney Island con un taxi rubato e, per evitare di farsi individuare dalla polizia, i tre ragazzi si travestono da ballerine.
Alla fine le ragazze danno l'addio ai tre marinai, che rientrano a bordo proprio nel momento in cui altri marinai scendono dalla nave per un'altra giornata di licenza.

## Produzione
Il film è una commedia musicale interpretata dallo stesso Gene Kelly, Frank Sinatra, Betty Garrett, Ann Miller, Jules Munshin, Vera-Ellen, Florence Bates, Alice Pearce e George Meader. Kelly e Donen si occupano anche di coreografare i numeri musicali.
L'idea del film partì da Fancy Free, un balletto scritto da Leonard Bernstein e coreografato da Jerome Robbins, presentato a New York nel 1944, che fu successivamente trasformato in musical e ribattezzato On the Town. Il lavoro, riscritto con un linguaggio musicale innovativo e con balletti imperniati su vari stili di danza, tenne il cartellone a Broadway per ben due anni e rappresentò una rivoluzione nel musical. I dirigenti della MGM, che avevano una visione piuttosto conservatrice dei gusti del pubblico e preferivano non rischiare, pur avendone acquistato i diritti per 250 000 dollari, preferirono archiviare il progetto.
L'idea riemerse quando George Abbott, regista del musical, recatosi a Hollywood su invito del produttore Arthur Freed, la ripropose a Gene Kelly. Questi si dimostrò entusiasta e si autocandidò alla regia insieme a Stanley Donen. Freed si convinse a far partire il progetto, a condizione che la sceneggiatura venisse riscritta eliminando molti dei numeri di danza che costituivano l'ossatura del lavoro teatrale, e che lo spartito venisse rimaneggiato introducendo delle canzoni di più facile presa per il pubblico. Bernstein non approvò la scelta dei produttori del film e boicottò il film.
Durante le prove, Kelly e Donen insistettero affinché il film fosse girato tutto a New York, ma la produzione non li autorizzò, concedendo loro una sola settimana di riprese in esterni. L'occasione fu sfruttata a fondo sia per il numero iniziale, sia per il finale.
La critica fu entusiasta e l'accoglienza del pubblico fu ottima, nonostante lo scetticismo dei dirigenti dello studio. Un giorno a New York è tuttora considerato come un punto di svolta del genere musical, che con questo film entra in una fase più matura e più brillante.

## Brani che si possono trovare nel film
1. "I Feel Like I'm Not Out of Bed Yet" – Shipyard worker (dal musical)
2. "New York, New York" – Gabey, Chip, and Ozzie (dal musical)
3. "Miss Turnstiles Ballet" (instrumental) – Ivy and ensemble (dal musical)
4. "Prehistoric Man" – Claire, Ozzie, Gabey, Chip, and Hildy
5. "Come Up to My Place" – Hildy and Chip (dal musical)
6. "Main Street" – Gabey and Ivy
7. "You're Awful" – Chip and Hildy
8. "On the Town" – Gabey, Ivy, Chip, Hildy, Ozzie, and Claire
9. "Count on Me" – Gabey, Chip, Ozzie, Hildy, Claire, and Lucy
10. "A Day in New York" (instrumental) – Gabey, Ivy, and dream cast (dal musical)
11. "I Feel Like I'm Not Out of Bed Yet"/"New York, New York" (reprise) – Shipyard worker, three sailors, and chorus

Nota: nella canzone ''New York, New York'' il popolare ''helluva'' è stato cambiato con ''wonderful'' come censura.

## Accoglienza
Secondo le registrazioni della MGM, il film ha guadagnato $ 2.934.000 negli Stati Uniti e in Canada e $ 1.494.000 oltreoceano, con un profitto per lo studio di $ 474.000.
Il film è stato anche un successo critico, ricevendo buone recensioni in varie pubblicazioni, tra cui anche Variety e The New York Times.

## Riconoscimenti
- Premi Oscar 1950
  - Oscar alla migliore colonna sonora (musical)